# Centronycteris maximiliani
Centronycteris maximiliani là một loài động vật có vú trong họ Dơi bao, bộ Dơi. Loài này được J. Fischer mô tả năm 1829.